# Ribaritsa (Sofia)
Ribaritsa of Ribarica (Bulgaars: Рибарица) is een dorp in het westen van Bulgarije. Het dorp is gelegen in de gemeente Etropole in de oblast Sofia. Het dorp ligt hemelsbreed ongeveer 60 km ten noordoosten van de hoofdstad Sofia.

## Bevolking
Op 31 december 2020 telde het dorp Ribaritsa 227 inwoners. Het aantal inwoners vertoont al jaren een dalende trend: in 1956 woonden er nog 620 mensen in het dorp.  
| Bevolkingsontwikkeling tussen 1934 en 2020          |
| --------------------------------------------------- |
|                                                     |
| Bron: Nationaal Statistisch Instituut van Bulgarije |

Het dorp wordt uitsluitend bewoond door etnische Bulgaren. In de optionele volkstelling van 2011 identificeerden alle 219 ondervraagden zichzelf met de “Bulgaarse etniciteit”.
| Etnische samenstelling van de respondenten (2011) | Etnische samenstelling van de respondenten (2011) | Etnische samenstelling van de respondenten (2011) | Etnische samenstelling van de respondenten (2011) | Etnische samenstelling van de respondenten (2011) |
| ------------------------------------------------- | ------------------------------------------------- | ------------------------------------------------- | ------------------------------------------------- | ------------------------------------------------- |
|                                                   |                                                   |                                                   |                                                   |                                                   |
| Bulgaren                                          | Bulgaren                                          |                                                   | 100,0%                                            | 100,0%                                            |
| Turken                                            | Turken                                            |                                                   | 0,0%                                              | 0,0%                                              |
| Roma                                              | Roma                                              |                                                   | 0,0%                                              | 0,0%                                              |
| Anders/Onbekend                                   | Anders/Onbekend                                   |                                                   | 0,0%                                              | 0,0%                                              |